# Martín Bogado
Martín Gabriel Bogado (Posadas, 29 de abril de 1998) es un rugbista argentino que se desempeña como fullback y juega en el Oyonnax Rugby del Rugby Pro D2 y es internacional absoluto con Los Pumas. 

## Carrera
Se formó deportivamente en el Club Centro de Cazadores de su ciudad natal y debutó en la primera en 2016. Un año después se incorporó a las inferiores del Jockey Club Córdoba y allí debutó en el Torneo de Córdoba en 2018.
En 2021 se convirtió en profesional al ser contratado por Olimpia Lions, la franquicia de Paraguay, de la sudamericana SLAR. La siguiente temporada jugó con los Jaguares XV, la entonces única franquicia argentina, y resultaron campeones.

### Extranjero
Tras su altísimo nivel el Aviron Bayonnais, un club francés del Top 14, lo contrató y jugó con él la temporada 2022-23. Su gran desempeño le permitió ser adquirido por los Highlanders, una franquicia neozelandesa, del poderoso Súper Rugby oceánico y debutó en la temporada 2023,luego de su participación en el Rugby Championships 2024 se unirá al Oyonnax francés para continuar su carrera profesional.

## Selección nacional
En 2021 representó a Argentina XV, la segunda selección, y con ella ganó el Americas Pacific Challenge 2021.
El australiano Michael Cheika lo convocó a los Pumas para disputar las pruebas de preparación 2023 y allí debutó como titular contra los Springboks. Semanas después, jugó ante España ingresando como sustituto en la segunda mitad y marcó sus dos primeros tries.

### Participaciones en Copas del Mundo
Cheika lo convocó a Francia 2023 como suplente, por detrás del titular Emiliano Boffelli.
| Mundial                       | Sede    | Resultado  | PJ | Tries |
| ----------------------------- | ------- | ---------- | -- | ----- |
| Copa Mundial de Rugby de 2023 | Francia | SA Campeón | 1  | 1     |